# Saint-Guilhem-le-Désert
Saint-Guilhem-le-Désert (okzitanisch Sant Guilhèm dau Desèrt) ist eine französische Gemeinde mit 243 Einwohnern (Stand 1. Januar 2022) im Département Hérault in der Region Okzitanien. Der kleine Ort ist als eines der Plus beaux villages de France („schönste Dörfer Frankreichs“) klassifiziert.

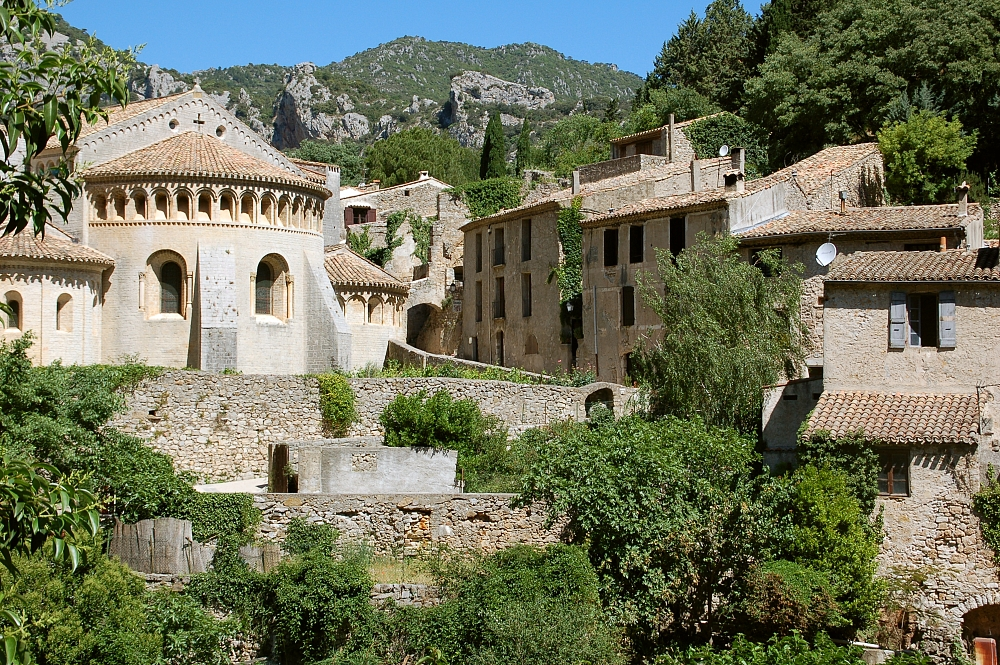
Dorf und Kloster Saint-Guilhem-le-Désert

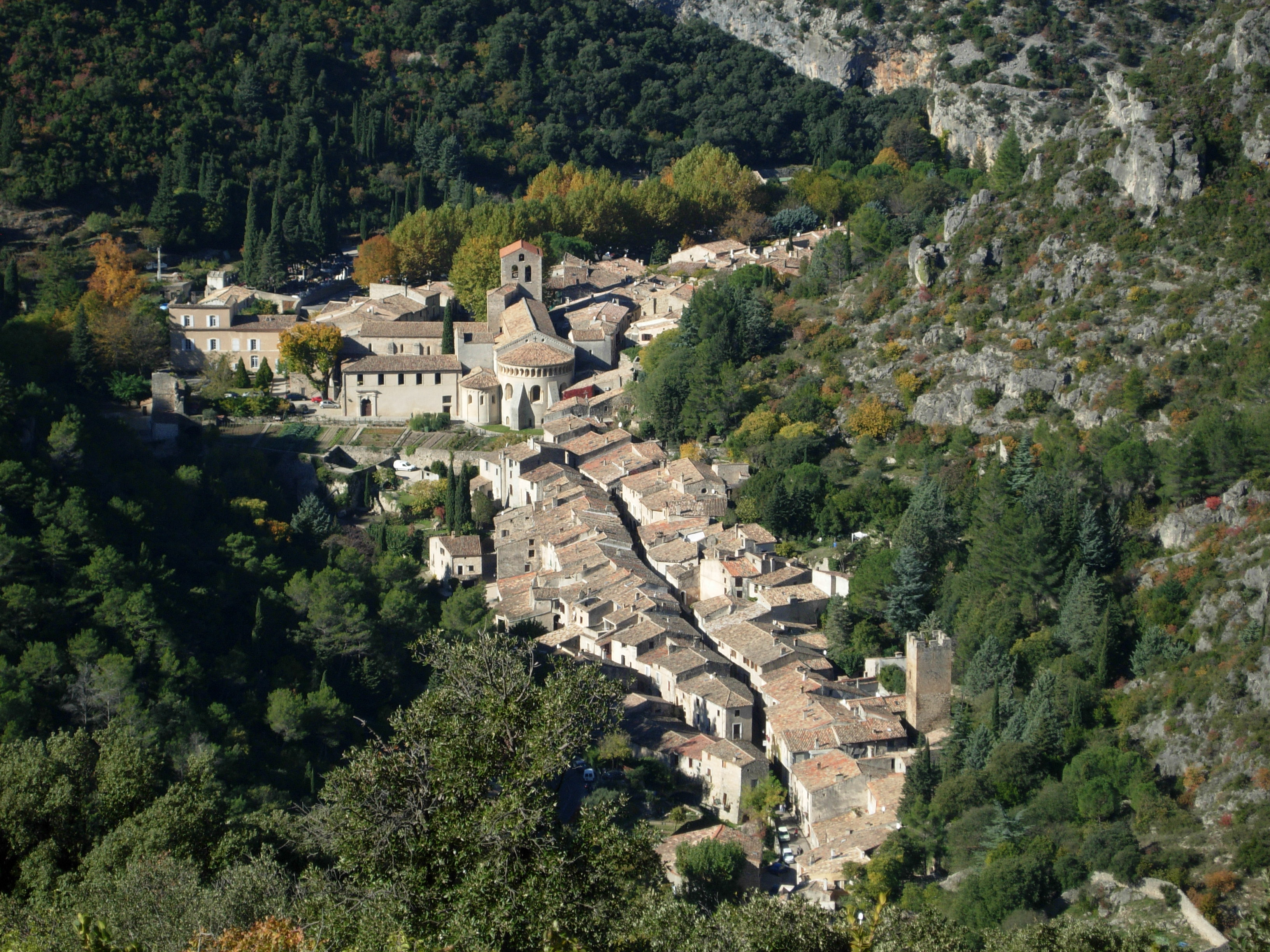
Ortsansicht

## Lage und Klima
Der ca. 80 bis 120 m hoch gelegene mittelalterliche Ort liegt in den südlichen Ausläufern des Zentralmassivs bzw. der Cevennen im Tal des Verdus, der ganz in der Nähe in den Fluss Hérault mündet. Der Hérault bildet dort eine enge Schlucht (gorge), die unter dem Namen Gorges de l’Hérault bekannt ist. Die nächstgrößere Stadt ist das etwa 43 km (Fahrtstrecke) südöstlich gelegene Montpellier. Das Klima ist mild bis warm und eher regenreich.

## Bevölkerungsentwicklung
| Jahr                       | 1800 | 1851 | 1901 | 1954 | 1999 | 2019 |
| Einwohner                  | 800  | 914  | 536  | 250  | 245  | 245  |
| Quellen: Cassini und INSEE |      |      |      |      |      |      |

Die Reblauskrise im Weinbau und die zunehmende Mechanisierung der Landwirtschaft führten bereits seit dem ausgehenden 19. Jahrhundert zu einem stetigen Rückgang der Bevölkerungszahl des Ortes.

## Wirtschaft
Bis in die erste Hälfte des 20. Jahrhunderts lebten die Bewohner der Gemeinde als weitgehende Selbstversorger von den Erträgen ihrer Felder und Gärten sowie von der Viehzucht; auch Weinbau wurde und wird betrieben. Eine grundlegende Veränderung geschah nach dem Bau bzw. Ausbau einer Straße (D 4) in der zweiten Hälfte des 20. Jahrhunderts. Heute spielt der Tourismus – auch in Form der Vermietung von Ferienwohnungen (gîtes rurales) – eine wichtige Rolle im Wirtschaftsleben des Ortes.

## Geschichte
Der am Pilgerweg nach Santiago de Compostela liegende mittelalterliche Ort ist gut erhalten geblieben. Wilhelm von Aquitanien soll hier aus Buße um das Jahr 804 das Kloster von Gellone gegründet haben. Deshalb trug die Gemeinde im Mittelalter den Namen Gellone. Mit der Heiligsprechung Wilhelms im Jahr 1066 und der damit einhergehenden Zunahme der Pilgerströme zu seinem Grab wurde Gellone unter seinem neuen Namen „Kloster Saint-Guilhem-le-Désert“ bekannt. Allmählich entwickelte sich ein Dorf. Seit dem Jahr 1998 ist es als Teil des Weltkulturerbes der UNESCO „Wege der Jakobspilger in Frankreich“ ausgezeichnet.

## Sehenswürdigkeiten
- Vom ehemals isoliert in der Waldeinsamkeit liegenden Kloster Saint-Guilhem-le-Désert ist die romanische Kirche und vor Ort ein Teil des Kreuzganges erhalten. Einige weitere Säulen und Kapitelle des Kreuzganges befinden sich in The Cloisters, einer Zweigstelle des Metropolitan Museum of Art in New York.

Umgebung
- Der Dolmen von Rigoule und der Menhir du Lacam des Lavagnes, nördlich des Ortes

- Die Ruine des ca. 1 km (Fußweg) entfernten Château du Géant liegt spektakulär auf einer Felsspitze.
- Die etwa 2 km talaufwärts liegende Ermitage Notre-Dame du lieu Plaisant stammt aus dem Jahr 1336 und ist eine der wenigen seit ihrer Gründung weitgehend unverändert gebliebenen Kapellen im Süden Frankreichs.
- Nördlich des etwa 4 km südlich gelegenen Nachbarortes Saint-Jean-de-Fos befinden sich die Tropfsteinhöhle Grottes de Clamouse und die sogenannte „Teufelsbrücke“ (Pont du Diable).